# マイク・ポンペオ
- マイク・ポンペオ
- マイク・ポンペイオ[1]

マイク・ポンペオ（英語: Mike Pompeo [pɒmˈpeɪoʊ]）、本名マイケル・リチャード・ポンペオ（Michael Richard Pompeo、1963年12月30日 - ）は、アメリカ合衆国の政治家、弁護士。2018年4月から2021年1月まで、第一次ドナルド・トランプ政権において国務長官（第70代）を務めた。退任後は同年2月1日からシンクタンクのハドソン研究所に所属している。

## 経歴
カリフォルニア州オレンジ生まれ。曾祖父母がイタリアからの移民である。サンタアナ在住時の1982年にロス・アミーゴス高校を卒業した。その後ウェストポイントの陸軍士官学校に入学し、機械工学を専攻した。1986年5月に陸軍士官学校を首席で卒業した。陸士の同級生にブライアン・ブラタオとウルリッヒ・ブレチブールが居る。1986年から1991年までアメリカ陸軍機甲部隊で従軍した後、ハーバード・ロー・スクールに入学し、ハーバード・ロー・レビューの編集者として法務博士を取得し、1994年に卒業後はウィリアムズ・アンド・コノリー法律事務所で法律家として働いた。茶会運動の一員であり、2010年11月には民主党のラジ・ゴイルを得票率59パーセントで破り、2011年1月に連邦議会下院議員に就任した。

### 中央情報局長官
2016年11月18日、次期大統領ドナルド・トランプにより、中央情報局長官（CIA長官）に指名される。ポンペオに対する公聴会は2017年1月12日に開催され、1月20日に上院の情報委員会は発声投票で承認した。同年1月23日に上院本会議はポンペオのCIA長官の就任を賛成66票・反対32票で承認した。
2017年5月、北朝鮮はアメリカのCIAと韓国の国家情報院が金正恩の暗殺を試みたと発表し、暗殺に関与したCIA関係者や国家情報院トップの引き渡しと正式な謝罪を要求した。同時期に韓国を訪問し、金正恩体制への反乱煽動などについて脱北者の元駐イギリス公使と協議した。また、特定国を対象としたものとしては初めての北朝鮮専門部署を新設した。これに対して金正恩暗殺を目的とした動きとする見方もある。また、同年7月にはポンペオは金委員長の排除（暗殺）を示唆した。
2017年4月13日、ワシントンD.C.の戦略国際問題研究所（CSIS）で最初の公式講演を行い、「我々は大統領と国に情報提供するという単純だが難しい使命を帯びていると語った」と述べた。
2018年3月31日、極秘に北朝鮮を訪問し、2000年10月にアメリカの国務長官として北朝鮮の首都である平壌を訪問したマデレーン・オルブライトと当時の総書記金正日の直接会談以来のアメリカと北朝鮮のハイレベル対話を金正恩と行い、非核化や拘束されたアメリカ人の解放などを議論したとされる。

### 国務長官
2018年3月13日、トランプ大統領はレックス・ティラーソンの国務長官からの解任と、その後任にポンペオを指名したことを発表した。4月26日にアメリカ合衆国上院にて57対42で就任が承認され、これにより国務長官に就任した。同時に中央情報局長官の後任はジーナ・ハスペルとなった。
2018年5月9日、国務長官として北朝鮮を訪問してアメリカと北朝鮮の首脳会談について調整し、北朝鮮で拘束されていたアメリカ人3名と共に帰国した。
2018年6月12日にシンガポールで開催された首脳会談ではトランプに同行し、金正恩本人から過去の金の暗殺を示唆した発言について質問された際は「今も殺害を狙っている」とのジョークを返した。米朝首脳会談後に自身のツイッターで「アメリカ合衆国大統領と我々のチームが北朝鮮と議題にしたことは北朝鮮国内の人権・宗教の自由・日本人拉致被害者らだ」と明かした。
2019年4月18日、北朝鮮外務省はポンペオを批判し、首脳会談後の米朝協議からポンペオを外すようアメリカに要求した。
2019年7月25日にトランプがウクライナの大統領ウォロディミル・ゼレンスキーとの電話会談を行って政敵の調査を依頼していたことが後日発覚し（ドナルド・トランプとウクライナ論争）、同年9月に民主党は大統領の弾劾を目指して動き出した。調査が進む中でポンペオは電話会談を傍聴していた事実を認めたが、議会の解明協力を拒否。部下の召喚も断った。
2020年8月に中東諸国を歴訪した。イスラエルとアラブ首長国連邦の国交正常化合意を受けたもので、訪問先のアラブ諸国に追随を促す狙いである。
2020年10月にアジア諸国を歴訪した。当初日程では韓国とモンゴルも訪問先に組み入れられていたが、直前になってトランプが新型コロナウイルスに感染していることが判明したため、両国への訪問はキャンセルした。同月4日には訪日し、東京で日本・オーストラリア・インドの外相と会談するスケジュールに短縮された。
2020年10月9日にバチカンを訪問した。2019年10月の訪問時に設定されたフランシスコ教皇との会談は無かったが、ローマ教皇庁に対して中華人民共和国（中国)政府による宗教弾圧の問題に真剣に取り組むよう申し入れた。

### 国務長官退任後
2021年1月27日、シンクタンクのハドソン研究所に2月1日から所属することをツイッターで明らかにした。
2022年3月に台湾を訪問し、蔡英文総統より特種大綬景星勲章を授与された。
2022年11月8日の中間選挙で共和党が苦戦したことを踏まえ、同党は被害者意識を主張するリーダーではなく、前を向くリーダーが必要と訴え、トランプから距離を置く姿勢を示した。しかし2023年4月には自らの2024年大統領選挙への立候補を否定し、2024年1月23日に東京都内で行われた講演では大統領選挙でトランプを支持すると表明した。
2024年7月20日、日本製鉄は同社が買収を進めているUSスチールのアドバイザーとして起用したことを発表した。
2024年7月中旬、ミルウォーキーで開かれた共和党大会に登場。トランプ政権の実績を称賛して結束を呼び掛けたことから、一時は遠のいたトランプとの関係が修復されたものと目され、報道機関の一部からはトランプが再選された際には閣僚として復帰するとの観測もなされた。しかし同年11月にトランプが大統領選で返り咲きを果たすと、自身の新政権におけるポンペオの処遇に触れ「次期政権には招かない。過去には一緒に仕事をすることを非常に楽しんだし、我が国への奉仕に感謝している」と表明した。
ジョン・ボルトンらと共にイランにより暗殺ターゲットとされており身辺警護が敷かれていたが、大統領に復帰したトランプは2025年1月23日、ポンペオの身辺警護を打ち切った。
2025年2月よりコロンビア大学国際公共政策大学院で外交、意思決定、組織リ-ダ-シップに関する講座で教鞭を執っている。

## ギャラリー
- 北朝鮮の金正恩と（2018年3月31日）
- マレーシアのマハティール首相と（2018年8月3日）
- イギリスのテリーザ・メイ首相と（2019年5月8日）
- フェデリカ・モゲリーニ欧州連合外務・安全保障政策上級代表と（2019年5月13日）
- ロシアのウラジーミル・プーチン大統領と（2019年5月14日）

## 人物
- ニコラスという養子がいる。
- 信仰はキリスト教福音派の長老派教会。強硬な反中絶派である。強姦や近親相姦による妊娠の際の中絶にも反対している[48]。
- かつてはかなりの肥満体で知られた。2010年頃に足を怪我してから太り始め、ポンペオ自身がインタビューで語ったところによれば、この時の怪我というのは関節がすり減った程度のものだったが、以後も体重が増え続けることの言い訳にしてしまっていたという。2021年6月14日、体重が300ポンド (140 kg)に迫っていることに気づいた時にダイエットを決意した。その後、ポンペオは自宅地下室にダンベルやエリプティカルマシンを備えたジムを作ってほぼ毎日運動し、食事の改善も試みた。トレーナーや栄養士は雇わず、家族の協力のもと行った自己流のダイエットだった。最終的に半年ほどで体重をおよそ90ポンド (41 kg)落とすことに成功した。肥満が社会問題化しているアメリカにおいて、ポンペオは自らのダイエットが他の人々を勇気づけることを望んでいると語った[49][50]。

## 政治的立場
- 当時の大統領バラク・オバマが中央情報局（CIA）による「水責め」などの拷問を規制した際には、「拷問者ではなく、愛国者だ」と発言した[51]。
- 全米ライフル協会（NRA）の終身会員であり、銃規制に反対している。NRAにはポンペオ支持者が数多く存在する。
- オバマ・ケアに強く反対している。
- 世界保健機関（WHO）がテドロス・アダノム事務局長と、事務局長の就任を支援した中国との間で結ばれた取り決めによって左右されていると主張した[52]。アメリカは2020年にWHOらの脱退を国際連合に通知し、2021年7月6日に脱退することを決定している[53]。
- WHOと国連人権理事会、パリ協定を「三つの罪」（Three Sins）と名指しで批判している。

### 対中姿勢
2020年7月8日の記者会見の中で中国の領土紛争を煽る姿勢を批判し、日本の尖閣諸島、ベトナム沖（西沙諸島）の南シナ海進出、ブータンとの国境問題を引き合いに出した。
2020年7月23日、カリフォルニア州のリチャード・ニクソン大統領図書館・博物館で演説を行い、共産主義体制と中国の習近平総書記による覇権主義の動きについて異例の厳しさで批判し、対中政策の転換を示唆すると共に同盟国に対して対中包囲網を提唱した。
2021年1月19日、声明で中国の新疆ウイグル自治区でのウイグル族への弾圧を「ジェノサイド」かつ人道に対する罪と認定したと発表し、これに反発していた中国はトランプ政権からバイデン政権への交代の際にポンぺオらが中国及び香港・マカオに入ることを禁止し、ポンペオらに関わる企業・機関との接触・商取引を禁止する措置で報復した。

## 著書
- Never Give an Inch: Fighting for the America I Love (Broadside Books) 2023年1月 ISBN 978-0063247444